# À corps perdus
Pour les articles homonymes, voir À corps perdu.
Pour plus de détails, voir Fiche technique et Distribution.
À corps perdus (Non ti muovere), ou Écoute-moi au Québec, est un mélodrame britto-hispano-italien de Sergio Castellitto sorti en 2004. Le film est tiré du roman Écoute-moi (Non ti muovere) de Margaret Mazzantini, la femme de Castellitto.
Le film suit le docteur Timoteo Rossi (Castellitto) qui est contraint de faire face à son passé lorsque Angela, sa fille adolescente, tombe dans le coma après un accident qui a failli être mortel. Ce moment de crise l'oblige à considérer la valeur de sa propre vie et de celle de sa fille, et le ramène à sa liaison avec Italia (Cruz), une âme perdue employée comme femme de chambre dans un hôtel, et pour laquelle Timoteo avait mis en péril son mariage avec Elsa (Gerini), une charmante journaliste. Cette dernière semblait ne pas s'apercevoir de la liaison de son mari, ce qui avait permis à Timoteo de mener une double vie, jusqu'au moment où Elsa était tombée enceinte : Timoteo doit alors faire un choix et prendre une décision qui brisera son cœur et celui d'Italia. Aujourd'hui Timoteo se rend compte que, après cette histoire tragique, c'est seulement grâce à sa fille Angela que sa vie a été digne d'être vécue.

## Synopsis
Âgée de quinze ans, la fille de Timoteo, victime d'un accident à cyclomoteur, a été transportée à l'hôpital où son père travaille comme chirurgien. Elle est sur la table d'opération et risque sa vie. En attendant le résultat de l'intervention à laquelle il n'a pas voulu assister, Timoteo regarde par la fenêtre et aperçoit une femme assise sous la pluie, au centre d'un carrefour d'allées qui conduisent à la structure hospitalière. En la voyant de dos, avec des chaussures rouges aux pieds, Timoteo croit reconnaître Italia, une jeune fille qu'il avait rencontrée quinze ans plus tôt.
Dans son esprit Timoteo revoit la rencontre et s'imagine en train de raconter à sa fille son histoire avec Italia : un chaud jour d'été, sa voiture était tombée en panne et il était resté bloqué dans un faubourg de la banlieue romaine. Il s'était alors rendu dans un bar pour y attendre un garagiste qui cependant tardait à venir. Timoteo aurait voulu appeler sa femme et la prévenir de son retard, mais l'appareil d'une cabine téléphonique ne marchait pas. Une jeune étrangère, Italia, le voyant en difficulté, l'avait invité chez elle pour qu'il puisse téléphoner. Personne n'avait répondu à l'appel de Timoteo qui, accablé par la chaleur, avait fait retour dans ce bar où il avait bu plusieurs verres de vodka, la seule boisson fraîche disponible.
Revenu chez Italia pour lui demander de pouvoir encore se servir du téléphone, Timoteo, ivre, avait brutalement violé la jeune femme avant d'être dégoûté par sa propre lâcheté et par la violence qu'il avait pu commettre.
Quelques jours plus tard il s'était à nouveau rendu chez Italia pour lui présenter ses excuses, mais il lui avait encore fait violence. C'est ainsi qu'avait commencé sa relation avec cette femme de banlieue, d'origine albanaise, qui dans sa propre vie n'avait connu que la pauvreté et les violences de la part des hommes.
Malgré la nature purement sexuelle des débuts de cette relation, par la suite Timoteo avait éprouvé un sentiment sincère et grandissant envers Italia : avec elle, grâce à son amour spontané et désintéressé, il pouvait enfin être lui-même et ne pas se sentir inadéquat, comme cela lui arrivait en revanche lorsqu'il était avec Elsa, sa femme, complètement à l'aise dans leur milieu bourgeois.
Quand Italia, victime d'un malaise, s'était rendue à l'hôpital où Timoteo travaillait, tous les deux avaient découvert qu'elle attendait un bébé. Timoteo lui avait d'abord demandé d'avorter ; ensuite, poussé par l'amour, il avait décidé d'accepter la naissance de cet enfant et de quitter Elsa pour passer sa vie avec Italia. Mais alors qu'il était sur le point de communiquer à sa femme sa décision, cette dernière lui avait confié qu'elle-même était enceinte, ce qui avait dissuadé Timoteo de lui parler de sa relation.
Timoteo est plongé dans ses souvenirs quand une amie infirmière sort de la salle d'opération et le prévient que sa fille est en train de mourir d'un arrêt du cœur ; désespérément, Timoteo pratique sur cette dernière un massage cardiaque et le cœur de la jeune se remet à battre : Angela est hors de danger.
Timoteo recommence à penser à ce qui lui était arrivé avec Italia : persuadée d'avoir été abandonnée, elle avait finalement décidé d'avorter avec l'aide de quelques bohémiennes vivant dans le faubourg et avait informé Timoteo des harcèlements sexuels subis de la part de son père pendant son adolescence. Expulsée de la maison en ruines où elle habitait et qui devait être abattue pour faire place à un nouveau quartier, la jeune femme avait ensuite décidé de retourner dans son village, accompagnée en voiture par Timoteo, qui lui avoue avoir eu une fille et ne pas avoir eu le courage de laisser sa femme.
Pendant le trajet, Italia avait eu une hémorragie interne, conséquence de la mauvaise exécution de son avortement. Arrivés à un hôpital en construction, Timoteo avait essayé en vain de lui sauver la vie. Elle était morte dans la nuit et Timoteo avait chargé une agence de pompes funèbres de l'enterrer dans son village.
Maintenant Timoteo s'aperçoit que la chaise sur laquelle Italia était assise est en effet vide. Il décide alors de lui rendre hommage en apportant à l'endroit où elle s'assoyait une chaussure rouge, la même que la jeune Italia avait perdue pendant la course vers l'hôpital le jour de sa mort, et que l'entreprise funèbre avait refusé de mettre dans le cercueil, déjà refermé.

## Fiche technique
Sauf indication contraire, les informations mentionnées dans cette section peuvent être confirmées par la base de données cinématographiques IMDb,  présente dans la section « Liens externes ».
- Titre en français : À corps perdus[1]
- Titre original italien : Non ti muovere[2]
- Titre espagnol : No te muevas
- Titre anglais : Don't Move
- Réalisation : Sergio Castellitto
- Scenario : Sergio Castellitto, Margaret Mazzantini d'après son roman Écoute-moi (Non ti muovere).
- Photographie :	Gian Filippo Corticelli (it)
- Montage : Patrizio Marone (it)
- Musique : Lucio Godoy (it)
- Décors : Francesco Frigeri (it)
- Costumes : Isabella Rizza
- Trucages : Maurizio Silvi (it)
- Production : Marco Chimenz, Giovanni Stabilini, Riccardo Tozzi, Giovannella Zannoni, Jenny Edwards, Jeanna Polley, Francisco Ramos
- Société de production : Medusa Film, Cattleya
- Société de distribution : EuropaCorp Distribution (France)
- Pays de production :  Italie -  France -  Royaume-Uni
- Langue originale : Italien
- Format : Couleur - 2,35:1 - Son Dolby Digital - 35 mm
- Durée : 120 min (2 h 0[2])
- Genre : Mélodrame
- Dates de sortie :
  - Italie : 8 mars 2004 (avant-première à Rome) ; 12 mars 2004 (sortie nationale)
  - Espagne : 17 septembre 2004
  - France : 5 janvier 2005[1]
  - Royaume-Uni : 18 mars 2005

## Distribution
- Sergio Castellitto : Timoteo
- Penélope Cruz (VF : Sara Martins) : Italia
- Claudia Gerini : Elsa
- Angela Finocchiaro : Ada
- Marco Giallini : Manlio
- Pietro De Silva : Alfredo
- Vittoria Piancastelli : Raffaella
- Elena Perino : Angela
- Renato Marchetti : Pino le barman
- Lina Bernardi : Nora, la mère d'Elsa
- Gianni Musy: Duilio, le père d'Elsa

## Distinctions
- David di Donatello Award pour Sergio Castellitto (meilleur acteur) et Penélope Cruz (meilleure actrice).
- Prix du cinéma européen pour Penélope Cruz (meilleure actrice).
- Italian National Syndicate of Film Journalists pour Patrizio Marone (meilleur montage), Francesco Frigeri (meilleur Chef décorateur), Margaret Mazzantini et Sergio Castellitto (meilleur scénario), Vasco Rossi et Saverio Grandi (pour la meilleure chanson, avec Un senso).
- Capri pour Claudia Gerini (meilleur second rôle, également décerné pour son rôle dans La Passion du Christ de Mel Gibson)